# Haití
Haití, oficialment República d'Haití (République d'Haïti), és una república del Carib situada al terç occidental de l'illa de la Hispaniola. Limita al nord amb l'oceà Atlàntic, a l'oest amb el pas del Vent (que el separa de Cuba) i amb el canal de Jamaica (que el separa d'aquesta illa), al sud amb el mar Carib i a l'est amb la República Dominicana amb la qual comparteix la superfície d'Hispaniola. Comprèn també les petites illes de la Gonâve, la Tortuga (Tortue), Grande Cayemite, Vache i Navaza, així com altres illots.
Ayiti ('terra de grans muntanyes') va ser el nom dels indígenes taïnos donaren a la part occidental de l'illa.
Té una extensió de 27.750 km² i una població de 10.033.000 (2009). Port-au-Prince n'és la capital i la ciutat principal, amb 1.200.000 habitants i més de dos milions a l'aglomeració urbana, seguida per Cap-Haïtien, amb 135.000 habitants. Port-au-Prince va ser greument danyada a un terratremol el 12 de gener de 2010.
El territori d'Haití és eminentment muntanyós —culmina al Pic de la Selle (2.680 m), a l'extrem sud-oriental del país—, amb l'excepció de les petites planes costaneres i les valls dels rius, entre els quals destaca l'Artibonite. La regió oriental i central és un extens altiplà elevat.
Antiga colònia francesa, va ser un dels primers països d'Amèrica, després dels Estats Units, a declarar la independència (1 de gener de 1804), quan la població esclava d'origen africà es va revoltar contra la metròpoli i esdevingué la primera "república negra" del món, a més de ser l'únic estat del món creat a partir d'una rebel·lió d'esclaus. Des de llavors ha estat un dels països més pobres de l'hemisferi occidental, en bona part a causa de l'agitada vida política, amb dictadures corrompudes i violentes durant la major part de la seva història, les intervencions de potències estrangeres, les catàstrofes naturals i, especialment, pel pagament de gairebé 100 milions de francs que França va exigir com a indemnització per tal de reconèixer la independència i que va durar de 1825 a 1887, delmant l'economia del país.
Les llengües oficials són el francès i el crioll haitià. És l'únic estat a Amèrica amb predomini francòfon, i un dels dos (l'altre és Canadà) on és oficial el francès. (Tot i que també hi ha els territoris de Guadalupe, Guaiana Francesa, Martinica i Saint-Pièrre i Miquelon, que pertanyen a França).

## Història

### Època precolombina
Abans de l'arribada de Colom l'illa on ara hi ha Haití, estava habitada per les ètnies ameríndies, anomenades taïnos, que parlaven la llengua arawak. El nom taïno per a l'illa era Kiskeya terra muntanyosa cap a l'Est o gran terra d'altes muntanyes o muntanyes sobre la mar. A les societats taïnes de les illes del Carib, la unitat política més gran era la dominada per un cacic. L'illa de Kiskeya estava dividida en sis unitats polítiques regides per un cacic, o cacicats. Aquests eren Xaragua, Marien, Maguana, Maguà i Higüei. L'actual territori d'Haití coincidiria prou amb els dos primers: Xaragua, al sud i Marien, al nord.

### Període colonial espanyol
El 5 de desembre de 1492, Cristòfor Colom arribà a l'illa, a la Môle Saint-Nicolas. Seria una de les que després serien anomenades Antilles Majors, i l'illa va passar a formar part de la corona de Castella i, per tant, dels amplis dominis dels Reis Catòlics. Dinou dies després, la seua nau Santa Maria va prendre terra prop de l'actual Cap-Haïtien. Colom va forçar a trenta-nou hòmens a quedar-s'hi, fundant l'assentament de La Navidad, per ser aquell, el dia de Nadal. Quan va tornar-hi un temps després va trobar el fortí destruït pels indígenes, així que va decidir establir-se a la part est de l'illa, fundant La Isabela.
Un dels primers líders a enfrontar-se als espanyols va ser la reina Anacaona, una princesa dels Xaragua, casada amb Caonabo, el cacic de Maguana. Però la seua resistència va ser finalment superada.
Els castellans van explotar l'illa pel seu or, en mines treballades pels indígenes amerindis, dirigits pels ocupants europeus. Però van trobar molta resistència per a l'explotació, molts d'ells sent assassinats o venuts com esclaus. Els castellans també portaren malalties infeccioses que afectaren prou a la població de les illes del Carib, ja que no estaven immunitzades. Aquesta va ser la principal causa de la destrucció i desaparició de la societat taïna.
Les Lleis de Burgos, 1512-1513, van ser el primer codi de lleis que regularen el comportament dels colons espanyols a Amèrica, particularment amb els natius. Aquestes lleis prohibien el maltractament però forçaven la conversió al catolicisme.
Els governadors castellans començaren a importar esclaus africans per a treballs forçats. El 1517, l'emperador Carles V va autoritzar el comerç d'esclaus.

### Període colonial francès
A principis del segle xviii, a causa del floriment del comerç dels colons criolls a l'illa, i que anava contra el monopoli que pretenia la metròpoli, el governador castellà Antonio de Osorio ordenà entre 1605 i 1606 la despoblació de les bandes septentrional i occidental de l'illa amb el fi de frenar aquesta pràctica. Amb el temps, a les zones despoblades de la part oest van anar assentant-se pobladors que vivien de la caça, sobretot de porcs cimarrons, del comerç de pells i el cultiu de tabac. A aquests colons se'ls anomenava bucaners i filibusters. Ambdós grups d'origen francés.
Primer ocuparen l'illa Tortuga i més tard aquests poblaments van determinar que la part occidental de l'illa fos reclamada per França. El 1697, el rei de Les Espanyes va cedir aquesta part de l'illa pel Tractat de Ryswick, constituint-se el Saint Domingue francès.
A mitjan segle xviii, l'Haití colonial, ocupat per França sota un estricte govern, basat en l'esclavisme, tenia 300.000 esclaus i només 12.000 persones lliures, blancs i mulats, principalment.
El 14 d'agost de 1769 va produir-se a Bois-Cayman una cerimònia del sacerdot vudú Boukman, que és considerada com el punt de partida de la Revolució haitiana. El llarg procés independentista va tenir per protagonista a François Dominique Toussaint-Louverture que entre 1793 i 1804 va dirigir la revolució haitiana amb sagacitat, enfrontant-se a espanyols, anglesos i francesos, fins a la seua captura, desterrament i mort a França. Després del fracàs de l'expedició de Saint-Domingue de Charles Victoire Emmanuel Leclerc, Saint-Domingue s'independitzà transformant-se en Haití.

### Història contemporània
El 1941 Élie Lescot va succeir a Vincent, però després del cop d'estat que el va enderrocar el 1946, Haití va quedar sota govern militar, sent nomenat el 1950 president Paul Eugène Magloire fins a la vaga general del desembre de 1956. El 1957 va ser triat com a President d'Haití François Duvalier, conegut popularment com a Papa Doc, qui va governar dictatorialment amb ajuda militar i financera dels Estats Units. El 22 de desembre de 1958 a la frontera dominico-haitiana entre Jimaní i Mal Passi, Trujillo i Duvalier van signar un acord de mútua protecció que establia entre altres coses que cap dels dos governs permetria als seus respectius territoris activitats subversives en contra d'algun d'ells, així com el control de les activitats dels exiliats polítics. El 1959 va crear la Milice volontaires de la sécurité Nationale (MVSN), coneguda popularment com a Tonton Macoute, una violenta milícia que li va servir per consolidar el seu poder. El 19 d'abril de 1963 es va descobrir una conjura militar contra Duvalier, encapçalada pel tinent François Benoit, donant lloc a un conflicte diplomàtic amb el president dominicà, Juan Bosch.
El 1964 es va fer proclamar president vitalici. El seu fill Jean-Claude Duvalier (Baby Doc) el va succeir el 1971. El gener de 1986 una insurrecció popular el va obligar a exiliar-se i l'exèrcit prengué el control del poder mitjançant la formació d'un Consell Nacional de Govern, presidit pel general Henri Namphy. El gener de 1988 va ser president Leslie François Manigat, deposat el juliol del mateix any per Namphy. Enderrocat al seu torn per Prosper Avril, deposat en 1990. Després d'una presidència provisional de Ertha Pascal Trouillot, deposada per un cop d'Estat, va ser president electe a partir de febrer de 1991 Jean-Bertrand Aristide, també deposat per un cop d'estat l'any 2004. D'aquí van ressorgir violents episodis que van culminar en l'ocupació d'Haití per part dels Cascos Blaus de l'ONU. El 2006 René Préval resulta president electe del país.

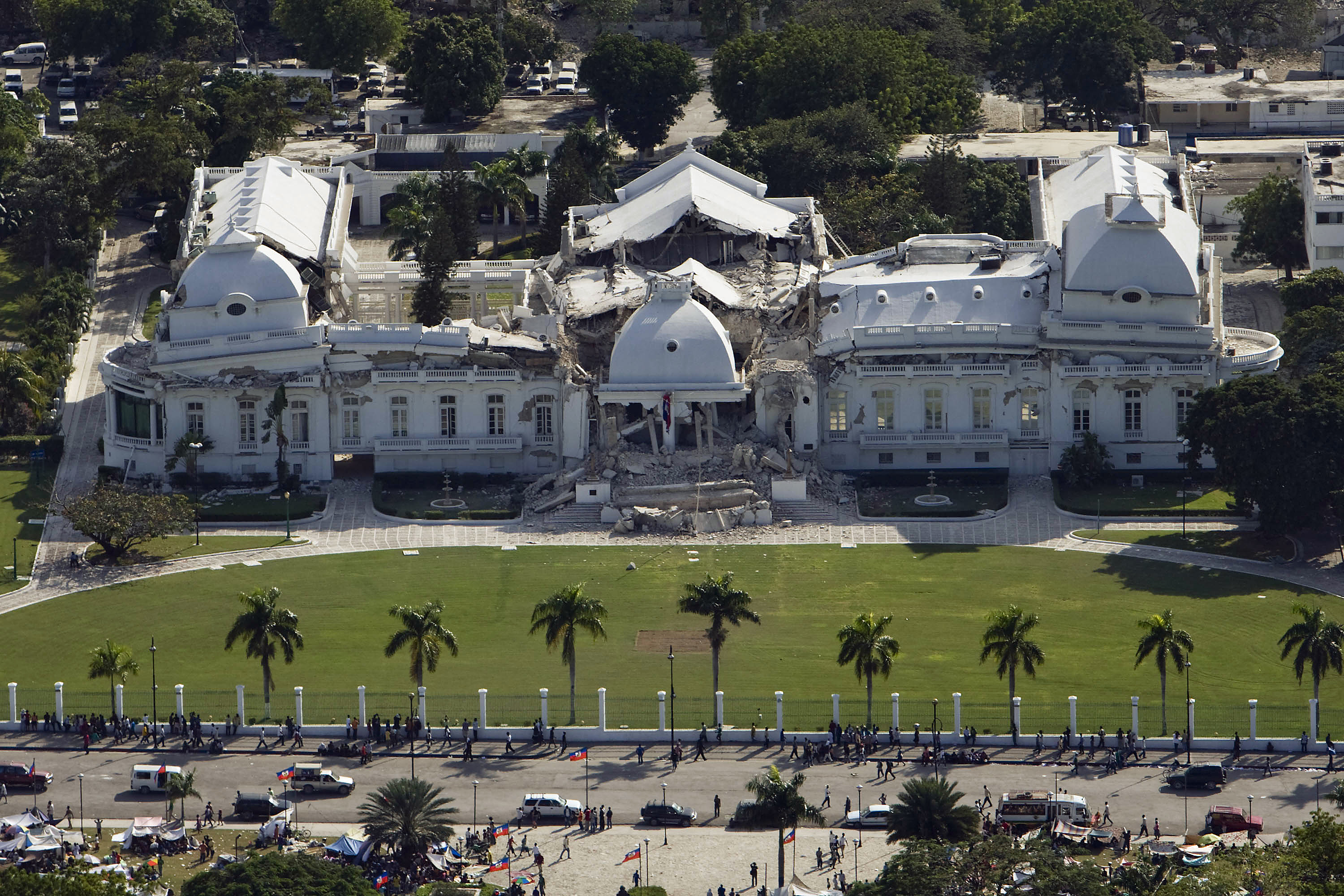
Vista del Palau Nacional d'Haití, ensorrat després del terratrèmol del 12 gener de 2010.

El dimarts 12 de gener de 2010 es va produir un terratrèmol de magnitud 7,3 a l'escala de Richter, a menys de 10 quilòmetres de profunditat, convertint-se en més fort i devastador que la bomba d'Hiroshima, el més greu del país en 200 anys. Es van estimar més de quaranta rèpliques, i hi va haver més de 316.000 morts, segons el govern haitià. Van col·lapsar el 70% de les edificacions estatals incloent part del Palau Nacional, alguns hospitals i escoles. Es diu que entre les causes de la tremolor hi ha una falla tectònica que creua la capital del país. Pocs dies més tard, el 20 de gener, es va produir un nou terratrèmol de magnitud 6,1 a l'escala de Richter. El Palau Presidencial quedà molt afectat, amb el segon pis desfet sobre el primer. L'edifici del Parlament, l'oficina de les Nacions Unides i la Catedral Nacional també van resultar malmeses.
El 7 de juliol de 2021, un escamot de 26 ex-militars colombians i dos estatunidencs va assassinar el president Jovenel Moïse a Pétion-Ville.

## Cultura

### Música
La música d'Haití és influïda sobretot pels llaços europeus colonials i la migració africana (per l'esclavitud). En el cas de la colonització europea, la influència musical ha vingut principalment de França, però la música haitiana té una influència significativa espanyola, pels seus veïns República Dominicana i Cuba, la música en castellà ha contribuït a crear altres gèneres musicals a Haití.
El compàs (en francès) o Kompas (al crioll haitià) és una música complexa, provinent de ritmes africans i el ball de saló europeu, assortida amb la cultura de la burgesia haitiana. Haití no tenia cap música enregistrada fins a 1937, quan el Jazz Guignard va ser registrat sense ànim de lucre. Un dels artistes haitians més populars és Wyclef Jean, d'estil hip-hop.

### Gastronomia

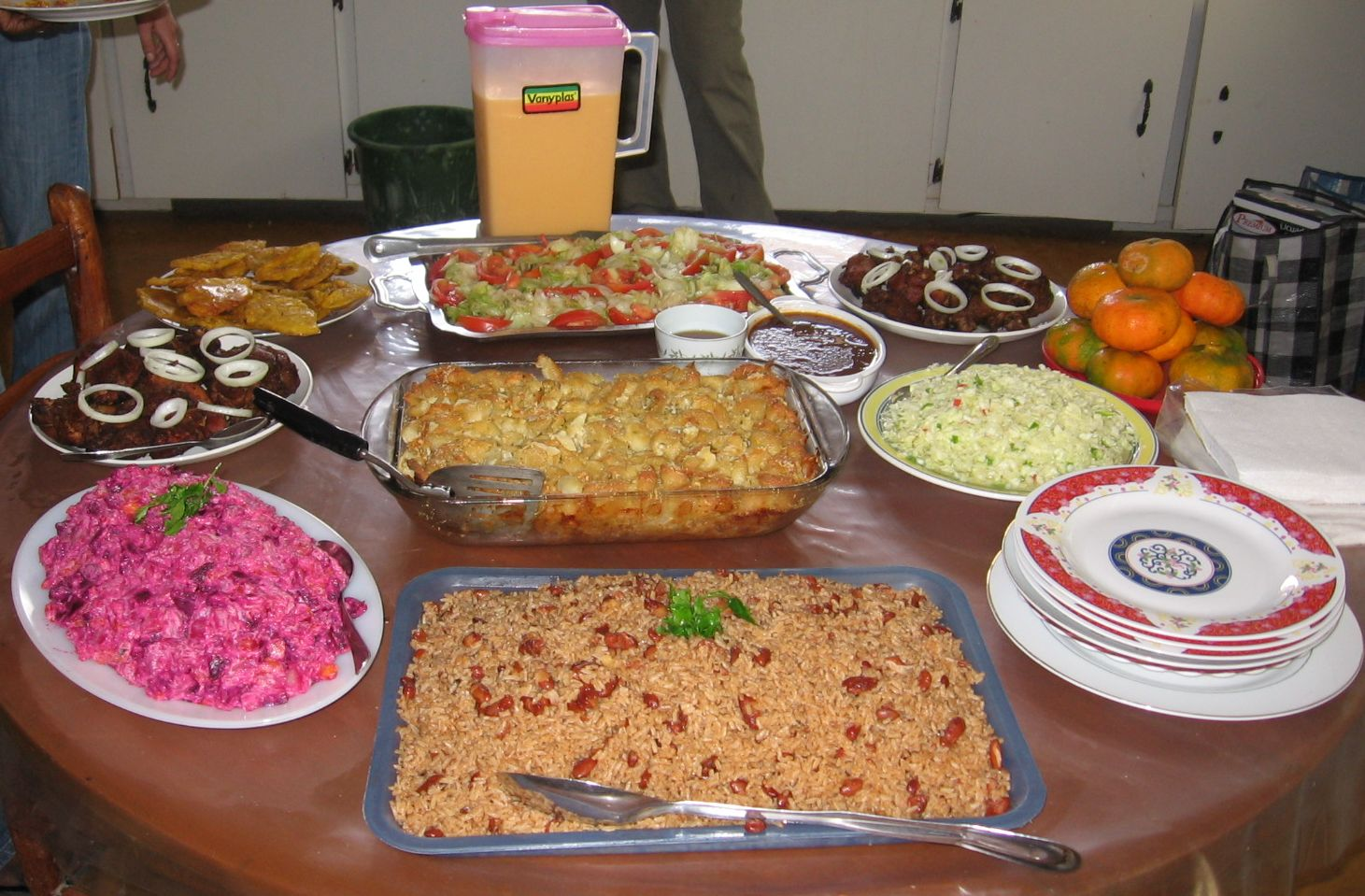
Selecció gastronòmica

La gastronomia d'Haití té el seu origen en els diversos estils culinaris dels grups ètnics que han passat per la part oest de l'illa Hispaniola des del seu descobriment. Entre aquests grups ètnics destaquen els francesos, els africans, els amerindis taïnos i els espanyols.
La gastronomia haitiana és similar a la de la resta de països llatins del Carib (els països castellanoparlants i francòfons de les Antilles) però difereix en diversos punts en les seves presentacions regionals. La seva influència principal deriva de la gastronomia francesa, i la gastronomia africana, amb derivacions notables de la tècnica culinària dels nadius taïno i dels espanyols. Igual que altres estils culinaris de la regió, li dona un gust natiu per si sol i que sembla atreure a molts visitants a l'illa. Els haitians sovint fan servir pebrots i altres sabors forts. La cuina haitiana és considerada com moderadament picant, no gaire saborosa i no gaire picant. Al país, però, molts executius forans han començat a introduir diverses cuines estrangeres en la cultura haitiana. Molts anys de colonització han fet que aquestes gastronomies (per exemple: la llevantina portada pels immigrants sefardites arribats a Haití) es fusionin amb la cuina haitiana.
L'arròs i les mongetes en les seves diferents presentacions són consumits en tot el país, i componen la base de l'alimentació haitiana. La seva dieta alimentària bàsica consisteix per tant en aliments amb un alt contingut en midó i en carbohidrats. A les zones més rurals es mengen altres menjars com el realment apreciat blat de moro molt; un compost semblant a la farina de blat de moro que pot ser menjat amb salsa pois, una salsa de mongetes fetes amb un dels molts tipus de mongetes com la ronyó, la pinta, o amb cigrons, o amb els fesols de pal (coneguts en altres països com gandul).
El blat de moro molt pot ser menjat amb peix (sovint "huachinango"), o només depenent de les preferències personals. El tomàquet, l'orenga, la col, l'alvocat o el pebrot són alguns dels diversos tipus de plantes utilitzats en els plats haitians. El Banana pesi, és un plat típic amb la carn del Bananito fregit en oli de gira-sol (coneguts com a tostones a la República Dominicana i a Puerto Rico), és menjat sovint a Haití tant com menjar-aperitiu o com a acompanyament d'un plat. Se sol acompanyar amb escorces o fregits, que són productes del porc o cabra fregits durant molt de temps. Una de les preparacions més populars en la celebració del Dia de la Independència (1 de gener) és la sopa Joumou (sopa de carbassa) que es pren aquest dia com esmorzar.

## Geografia

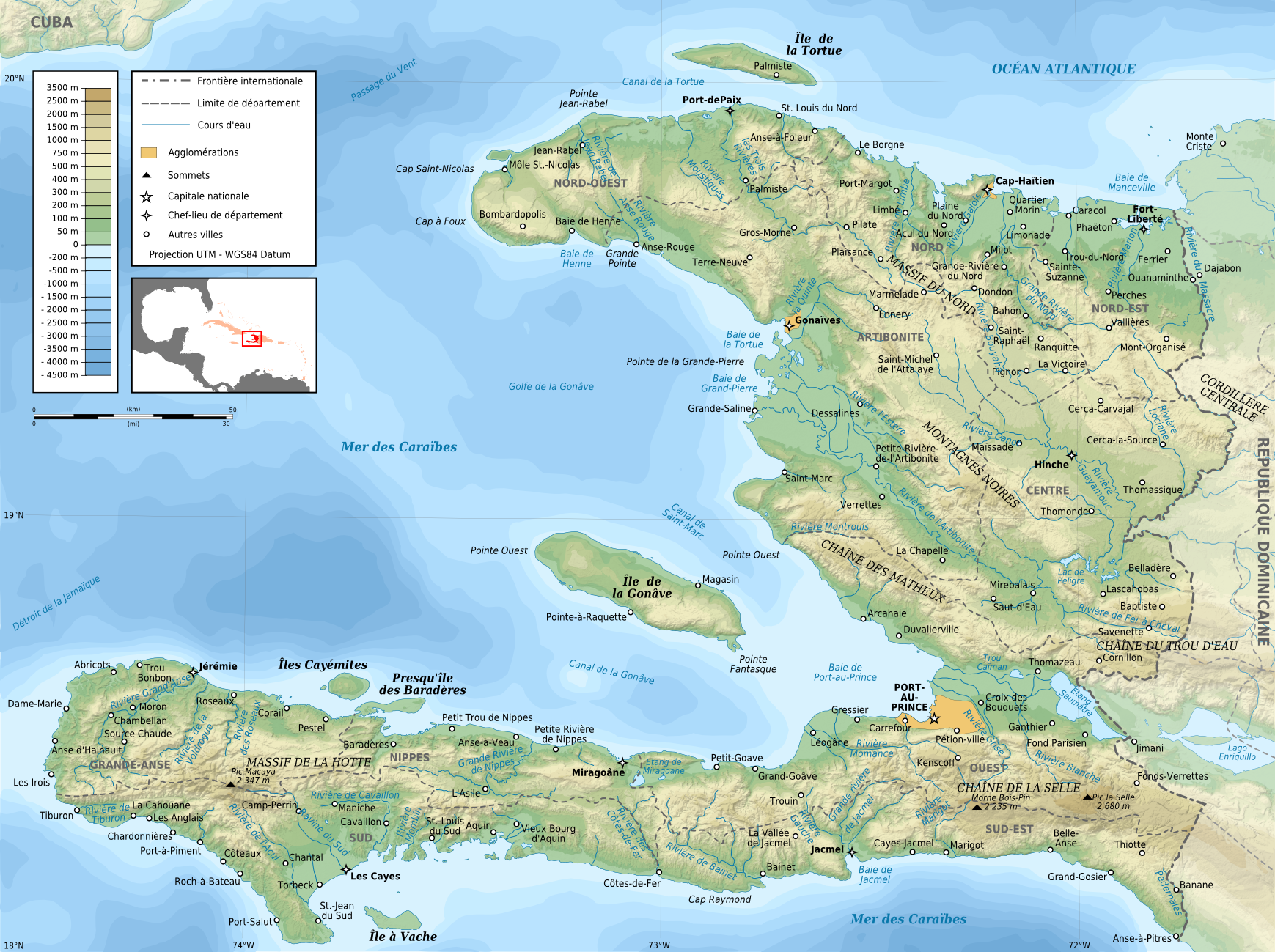
Mapa físic d'Haití

Haití es troba a la part occidental de l'Hispaniola, la segona illa més gran de les Antilles Majors. Haití és el tercer país més gran del Carib, darrere de Cuba i la República Dominicana (amb aquesta darrera hi comparteix 360 km de frontera).
El punt més proper a Haití és Cuba a només 83 km de distància i té la segona línia de costa més llarga amb 1.771 km de les Antilles Majors, Cuba té la més llarga. El país es troba principalment entre les latituds 18° i 20° N (L'Illa de la Tortuga es troba just al nord de 20°), i les longituds 71° i 75° Oest. El territori d'Haití consisteix principalment en les escarpades muntanyes intercalades amb petites planes costaneres i valls fluvials.
La regió nord es compon de la regió Nord-du Massif (Massís del Nord) i la Plaine du Nord (Plana del Nord). El Massif du Nord és una extensió de la Serralada Central a la República Dominicana. Comença a la frontera oriental d'Haití, al nord del riu Guayamouc, i s'estén cap al nord-oest a través de la península del nord. Les terres baixes de la Plaine du Nord es troben al llarg de la frontera nord amb la República Dominicana, entre el massís del Nord i l'Oceà Atlàntic Nord. La regió central està format per dues planes i dos jocs de cadenes muntanyoses. La Meseta Central (altiplà central) s'estén a banda i banda del riu Guayamouc, al sud del Massís du Nord. S'estén des del sud-est cap al nord-oest. Al sud-oest de l'altiplà central són les Montagnes Noires, la part més nord-occidental es fon amb el Massif du Nord. El seu punt més occidental és conegut com Cap de la canal.
La regió sud consisteix en la Plaine du Cultura-de-Sac (sud-est) i la península muntanyosa del sud (també coneguda com la península de Tauró). La Plaine du Cultura-de-Sac és una depressió natural que alberga llacs salins del país, com ara Trou Caiman i el llac més gran d'Haití, Llac Azuei. La Cadena de la serralada Selle - una extensió de la cadena muntanyosa del sud de la República Dominicana (la Serra de Baoruco) - s'estén des del Massís de la Selle a l'est fins al massís de la Hotta a l'oest. Aquesta serra alberga Pic la Selle, el punt més alt a Haití a 2680 metres (8.793 peus) * [65]
vall més important del país en termes de cultius és la Plaine de l'Artibonite, que s'orienta al sud de la Montagnes Noires. Aquesta regió suporta el país (també de l'Espanyola), el riu més llarg, la Riviere de l'Artibonite, que comença a la regió occidental de la República Dominicana i segueix sent la major part de la seva longitud pel centre d'Haití i des d'on desemboca al Golf de la Gonâve. La regió oriental i central de l'illa és un altiplà elevada de grans dimensions. Haití també inclou diverses illes.
La històricament famosa Illa de la Tortuga està situat davant de la costa del nord d'Haití. El districte de La Gonâve es troba a l'illa del mateix nom, en el Golf de la Gonâve. Gonâve Illa és moderadament poblada per habitants de zones rurals. Île à Vache (Illa de la vaca), una exuberant illa amb moltes belles vistes, es troba a l'extrem sud-oest d'Haití. També formen part d'Haití són els Cayemites i illa d'Ancora.

## Divisió administrativa
Administrativament, Haití es divideix en 10 departaments i aquests en 41 arrondissements.

## Economia
L'Economia d'Haití és la més pobra d'Amèrica i de l'Hemisferi nord, és a dir, Haití és país amb menor renda per capita i un dels més desiguals del món. La seva renda per capita és al voltant d'una desena part la dels seus veïns de la regió del Carib. Es calcula que l'atur a Haití és d'un 20%.
El 69% de les exportacions es destinen als Estats Units.